# K-mel
K-mel, de son vrai nom Kamel Houairi, né le 22 septembre 1972 à Gouvieux, est un rappeur et chanteur franco-algérien. Dans sa carrière, il chante des duos avec Cheb Mami (Parisien du Nord) et Sheraz (Elle revient seule, 36e dans les classements français en 2000). Il fonde également, puis dirige, le groupe Alliance Ethnik, dans les années 1990, qui se sépare en 1999.

## Biographie

### Jeunesse et début
Kamel Houairi naît le 22 septembre 1972 à Gouvieux de parents d’origine algérienne kabyle. Il grandit avec ses parents à Creil, ville dans laquelle il donne son premier concert à l'âge de 18 ans. Il grandit avec la musique kabyle de ses parents, le funk qu'écoutent ses frères, et les musiques urbaines qui baignent les cités de la banlieue parisienne. Il se passionne pour le chant dans les années 1990.

### Alliance Ethnik (1990-1999)
Il fonde, aux côtés de ses amis Médard et Gusty, le groupe Alliance Ethnik, un groupe de rap des années 1990. Le groupe est repéré par le label Delabel et joue la première partie d'un concert d’IAM en 1992. Ils signent avec Delabel et publient leur premier album, Simple et funky, plus tard certifié disque de platine. Après la publication de leur album Fat come back en 1999, le groupe se retrouve sur le déclin et se sépare,.
En 1996, sa chanson Louled figure sur la bande originale du film Les Deux Papas et la Maman, réalisé en 1996 par Jean-Marc Longval et Smaïn.

### Carrière solo (2000)
En 2000, il fait appel au producteur Mounir Belkhir, pour la composition du titre Petite Marie feat. Jmi Sissoko (une reprise de Francis Cabrel). En 2001, il publie un album en solo intitulé Réflexions, très influencé par le style G-funk. K-Mel a eu l'honneur de compter Warren G et Nate Dogg parmi les invités de cet opus. La même année, il apparaît dans le film Art’n Acte Production de Farid Dms Debah.
Il opte par la suite pour ce qu'il appelle une « transition rap / vie active » : « J’ai fait un BTS, un Master. Et aujourd’hui, je bosse dans le commerce international, c’est une vie de bureau, mais je le vis bien. Finalement, quand on a connu cette époque, comment ne peut-on pas être nostalgique ? Aujourd’hui, il n’y a plus le côté humain du hip-hop. Il n’y a plus d’amour... »

## Vie privée
En 2008, il se marie avec Muriel Hurtis, une sprinteuse française, avec qui il a un enfant.